# Distrito electoral 34 (condado de Monroe, Illinois)
El distrito electoral de 34 (en inglés: Precinct 34) es un distrito electoral ubicado en el condado de Monroe en el estado estadounidense de Illinois. En el Censo de 2010 tenía una población de 1624 habitantes y una densidad poblacional de 424,53 personas por km².

## Geografía
Según la Oficina del Censo de los Estados Unidos, tiene una superficie total de 3.83 km², de la cual 3.79 km² corresponden a tierra firme y (1.02%) 0.04 km² es agua.

## Demografía
Según el censo de 2010, había 1624 personas residiendo en el distrito electoral de 34. La densidad de población era de 424,53 hab./km². De los 1624 habitantes, el distrito electoral de 34 estaba compuesto por el 97.29% blancos, el 0.25% eran afroamericanos, el 0.12% eran amerindios, el 1.17% eran asiáticos, el 0% eran isleños del Pacífico, el 0.62% eran de otras razas y el 0.55% pertenecían a dos o más razas. Del total de la población el 1.91% eran hispanos o latinos de cualquier raza.